# Comté de Suffolk (Massachusetts)
Le comté Suffolk est un comté de l'État de Massachusetts aux États-Unis. Au recensement de 2008, il comptait 732 684 habitants. Son siège est Boston.

## Localités
- Boston
- Chelsea
- Revere
- Winthrop